# Bothrops itapetiningae
La serpiente cabeza de lanza de São Paulo (Bothrops itapetiningae) es una especie de serpiente venenosa del género Bothrops, de la subfamilia de las víboras de foseta. Habita en selvas y sabanas del centro-este de Sudamérica.

## Taxonomía
Esta especie fue descrita originalmente en el año 1907 por el biólogo herpetólogo belga - inglés George Albert Boulenger, bajo el nombre científico de Lachesis itapetiningae.
Etimología
La etimología de su denominación específica se relaciona con el lugar de su descubrimiento, la ciudad de Itapetininga, en el estado de São Paulo.
Localidad tipo
La localidad tipo es: Itapetininga, Estado de São Paulo, Brasil.
Historia taxonómica
Durante el siglo XX fue mantenida en el género Bothrops, formando parte del grupo de especies ‘alternatus’, pero en 2009 fue trasladada a Rhinocerophis. Finalmente, en el año 2012, luego de una revisión de la morfología, filogenia y taxonomía de las serpientes bothropoides sudamericanas, las especies de ese género fueron nuevamente reincorporadas a Bothrops.

## Distribución y hábitat
Es una especie endémica del sudeste del Brasil. Habita en los estados de: Goiás, Mato Grosso, Mato Grosso del Sur, Minas Gerais, São Paulo, Paraná, Santa Catarina, y posiblemente hasta el norte de Río Grande del Sur.

## Características generales y costumbres
Bothrops itapetiningae es una especie terrestre, nocturna y crepuscular. Se alimenta de pequeños roedores, marsupiales, aunque puede aprovecharse de otros reptiles y aves, dada la oportunidad. 
Es de reproducción vivípara.  